# Vuelo 296 de Sterling Airways
El vuelo 296 de Sterling Airways se estrelló el 14 de marzo de 1972 contra la cresta de una montaña cerca de Kalba (Emiratos Árabes Unidos) al acercarse a Dubái. Era un vuelo chárter de Colombo a Copenhague (Dinamarca) con escalas en Bombay (India), Dubái (Emiratos Árabes Unidos) y Ankara (Turquía). Los 106 pasajeros y 6 tripulantes a bordo murieron en el accidente, la causa se atribuyó a un error del piloto. El vuelo fue operado por un Sud Aviation Caravelle, matrícula OY-STL.
Hasta la fecha, es el desastre aéreo más mortífero que involucra a un Sud Aviation Caravelle, el desastre aéreo más mortífero en la historia de los Emiratos Árabes Unidos junto con el vuelo 771 de Gulf Air detonado 11 años después dejando las mismas cifras y el más fatal accidente aéreo involucrado una aeronave Danesa

## Aeronave
La aeronave involucrada era Sud Aviation SE-210 Caravelle 10B3 (número de serie 267) que se construyó en mayo de 1970 y realizó su primer vuelo el 10 de mayo del mismo año. La aeronave fue entregada a Sterling Airways el 19 de mayo y posteriormente recibió su certificado de aeronavegabilidad y registro OY-STL el 22 de mayo. OY-STL estaba en una configuración de vuelo de largo recorrido equipado con tanques de combustible centrales. El avión estaba propulsado por dos motores Pratt & Whitney JT8D-9. La capacidad de pasajeros de la cabina era de 109 asientos, aunque el número máximo de personas a bordo era de 116. La aeronave tenía 6.674 horas y 50 minutos de vuelo y 2.373 aterrizajes en el momento del accidente. Finnair realizó la última comprobación Yl (cada 12-15 meses) (en virtud de un contrato) el 5 de junio de 1971. La última revisión de la aeronave se realizó el 8 de febrero de 1972. cuando la aeronave tenía 6.270 horas 39 minutos de tiempo de vuelo. Las últimas inspecciones técnicas A y B se realizaron un día antes del vuelo accidentado el 13 de marzo de 1972, antes de la salida de Copenhague. El último control B se realizó en Bombay el mismo día: 9 .

## Vuelo
El vuelo 296 de Sterling Airways fue fletado por la compañía de viajes Tjaereborg Rejser para llevar a 106 europeos a casa después de sus vacaciones en Ceilán (actual Sri Lanka). El vuelo de Colombo a Copenhague estaba programado para hacer paradas de reabastecimiento de combustible en Bombay, Dubái y Ankara. También se programó un cambio de tripulación durante la escala en Ankara. El vuelo 296 partió de Colombo a tiempo a las 17:20 hora local para Bombay.
Los 106 pasajeros eran de Dinamarca, Finlandia, Noruega, Suecia y Alemania Occidental. La tripulación de la cabina danesa estaba formada por el capitán Ole Jorgensen, de 35 años, y el primer oficial Jorgen Pedersen, de 30.
A las 19:45, aterrizó en Bombay. A los pasajeros no se les permitió desembarcar durante la escala en Bombay. Después de repostar, el vuelo 296 partió de Bombay para la siguiente parada en Dubái a las 21:20.
Según el plan de vuelo, el vuelo 296 de Bombay a Dubái debía seguir el corredor aéreo R19 en el nivel de vuelo 310 (31.000 pies (9.400 m; 9,4 km). La longitud de la ruta era de 1.045 millas náuticas (1.935 km; 1.203 millas). La mayor parte pasaba sobre el Mar Arábigo, mientras que la ruta contaba con 5 waypoints para los informes de posición: SALMÓN, CABALLO, BALLENA AZUL, DELFÍN y PESCADO, ubicados a 292, 531, 706 y 854 millas (185, 541, 983, 1308 y 1582 km) respectivamente, desde Bombay.
A las 21:40, la tripulación del vuelo 296 informó al controlador de aproximación de Bombay que estaban pasando el waypoint SALMÓN y que estaban subiendo del nivel de vuelo 250 (7,62 km), a 310. A las 21:49 el controlador informó que el vuelo llegaba a FL 310. A las 21:14 la tripulación informó haber pasado el waypoint SEAHORSE. A las 21:52, el controlador de Bombay ordenó a la tripulación que cambiara las frecuencias. A partir de las 21:47, los controladores experimentaron problemas de comunicación con el vuelo 296, pero lograron restablecer la comunicación a las 22:04. El vuelo 296 pasó el punto de referencia BLUE WHALE a las 22:49, de 3 a 6 minutos antes de lo esperado.
El vuelo 296 informó que pasó el punto DOLPHIN a las 22:14 a través de un relevo, un minuto antes de lo planeado en Blue Whale, y ya 10 minutos antes de lo planeado al partir de Dubái. A las 21:25 p. m., la tripulación se comunicó con la torre del aeropuerto de Dubái y recibió información sobre el clima en Dubái. A las 21:42 a una frecuencia de 124,9 MHz, el vuelo 296 se puso en contacto con el centro de control en Dubái e informó sobre el paso del punto de ruta SPEARFISH a las 21:42 en el nivel de vuelo 310, y el tiempo estimado de aterrizaje en Dubái es 22:10. Al mismo tiempo, se ordenó al vuelo 296 que pasara bajo el control de la aproximación a Dubái. La tripulación recibió información de que el rumbo sobre ellos desde la radiobaliza D0 (Dubái VOR) es 084, y el descenso desde FL 310 comenzaría a las 21:55. Sin embargo, a las 21:49, a 153 km (95 millas) del aeropuerto, la tripulación solicitó descender temprano. El controlador de aproximación autorizó al vuelo 296 a descender a FL 40 (4000 pies o 1219 metros). Luego, el centro de control preguntó a la tripulación si querían un rumbo 084, a lo que la tripulación aceptó. Luego, el controlador dio instrucciones sobre el título. Poco antes de las 22:00 hora local, el vuelo 296 inició la aproximación a Dubái.

## Accidente
El clima en Dubái estaba nublado con tormentas eléctricas dispersas. Las tripulaciones de otras aeronaves informaron un cielo nublado con la formación de grandes cúmulos sobre la costa. La tripulación del vuelo 833 de BOAC (que también volaba a Dubái, aunque partía de Calcuta) indicó que la costa era poco visible en el radar meteorológico debido a las tormentas eléctricas, aunque la tripulación del vuelo 352 de SABENA (que también partió de Bombay pero con destino a Atenas), por el contrario, informó un cielo despejado.
A las 21:50, la tripulación del vuelo 296 informó que descendió de 310 a 40 y preguntó qué pista tomar. El controlador respondió que el viento era de 045/6 nudos y que el aterrizaje podría realizarse en la pista 30 o 12. La tripulación seleccionó la pista 30. A las 21:56, la tripulación informó que había abandonado el nivel de vuelo 135 y el controlador dio instrucciones al vuelo para mantener 2.000 pies (610 m) en relación con el nivel del aeropuerto de Dubái (1016 hPa) con un informe sobre la ocupación de una altura de 2000 y la observación del aeródromo. La tripulación reconoció la transmisión.
Para una mejor comunicación, la tripulación cambió a la radio de respaldo, pero como estaba en silencio, las comunicaciones por radio en la grabadora de voz de la cabina estaban en malas condiciones o inutilizables. A las 22:01, el vuelo 296 se puso en contacto con el controlador, pero esto no se registró en el CVR. Según el testimonio del controlador, cuando la tripulación preguntó cómo funcionaba la estación de conducción del aeropuerto, el controlador respondió que "funciona con normalidad". El despachador también advirtió: "la antena de la estación de radio ADF se redujo en longitud debido a la extensión de la pista, y 'DO' no está dando mucha potencia. Utilice el VOR a 115,7 [MHz] o el localizador ILS a 110,1 [MHz]".
Justo después de esta transmisión, la tripulación transmitió otro mensaje. A las 22:02:04 el controlador dio la siguiente respuesta: "296, Dubái, te estás desvaneciendo, di otra vez por favor". Y a las 22:02:12 dijo: "296, Dubái, QNH Dubái 1016.5". Las transmisiones del vuelo 296 no fueron registradas por el CVR. A las 22:03:15, el controlador transmitió: 296, Dubái, el siguiente campo de informe a la vista ", pero el controlador cree que el vuelo 296 no escuchó su mensaje. A las 22:04, la tripulación comunicó por radio que el VOR no estaba funcionando correctamente. al cual el controlador transmitió a las 22:03:42: "296, Dubái, si la indicación VOR no es confiable, seleccione ILS encendido y sintonice [a] una frecuencia de 110.1. El QDM es 300°, esto lo alineará con la pista.
Los residentes locales declararon que estaba lloviendo en ese momento. Varios residentes de Kalba estaban cavando una zanja alrededor de una cabaña para desviar el agua de lluvia, cuando a las 22:00 hora local un avión sobrevoló la ciudad a baja altura. Uno de los residentes dijo que la aeronave volaba tan bajo que las luces de navegación eran claramente visibles. Poco después se vio una explosión. Los residentes subieron a un vehículo Land Rover e intentaron llegar al lugar del accidente, pero el vehículo quedó atascado en el barro. Los residentes del asentamiento cercano de Al-Heilruen escucharon la explosión pero pensaron que era un trueno.
Viajando a una velocidad de 95 nudos (109 mph; 176 km / h), con un rumbo de 285 °, la aeronave descendió a una velocidad vertical de aproximadamente 800 pies (240 m) por minuto y ya había descendido a 1400 pies (430 m). ) cuando la tripulación vio las montañas justo en el campo. Se incrementó la potencia del motor y la aeronave comenzó a ascender con una velocidad vertical de 600 pies (180 m) a 700 pies (210 m) pies por minuto (3 a 3,6 m / s). 10 segundos más tarde a las 22:04 p. m. hora local, la aeronave, a una altitud de 490 m (1,600 pies), a 50 millas del aeropuerto de Dubái y a 10 millas al norte de la continuación del eje longitudinal de la pista 30 a una velocidad de 190 nudos (220 mph; 350 km / h), el ala izquierda de la aeronave golpeó una cresta de montaña. En el impacto se rompió el ala izquierda. El avión voló otros 869 pies (265 m) metros antes de impactar debajo de la cima de la siguiente cresta.
A las 22:10, los despachadores de Dubái informaron a Baréin sobre la pérdida de comunicación con el vuelo 296. Todos los intentos de contactar con el avión fueron infructuosos, se declaró una emergencia a las 22:40 y se inició una búsqueda. A la mañana siguiente, los restos de la aeronave fueron descubiertos en las montañas de Sharjah, a 50 millas (80 km) del aeropuerto de Dubái y a 12 millas (19 km) al oeste de Kalba a 25 ° 04′06 ″ N 56 ° 13′48 ″ E. No hubo sobrevivientes entre los 106 pasajeros y 6 miembros de la tripulación.

## Investigación
La investigación encontró que los pilotos descendieron por debajo de la altitud mínima prescrita. Esto se debió a información incorrecta sobre el plan de vuelo desactualizado y/o debido a una lectura incorrecta del radar meteorológico que llevó a los pilotos a creer que estaban más cerca de Dubái de lo que realmente estaban.

## Nacionalidad de los Fallecidos
| Nacionalidad | Pasajeros | Tripulación | Total |
| ------------ | --------- | ----------- | ----- |
| Dinamarca    | 68        | 6           | 74    |
| Suecia       | 20        | -           | 20    |
| Noruega      | 12        | -           | 12    |
| Finlandia    | 4         | -           | 4     |
| Alemania     | 2         | -           | 2     |
| Total        | 106       | 6           | 112   |